# Małgorzata Sinica
Małgorzata Grażyna Sinica (ur. 23 lipca 1967) – polska instruktorka harcerska w stopniu harcmistrzyni, w latach 2007–2017 Naczelnik Związku Harcerstwa Polskiego.

## Wykształcenie
Tytuł magistra farmacji uzyskała na Akademii Medycznej w Gdańsku, ma I stopień specjalizacji z farmakologii oraz specjalizacji analityki klinicznej. Ukończyła studia podyplomowe „Trening Kadr Menedżersko-Kierowniczych” na Politechnice Gdańskiej oraz studia podyplomowe „Kierownik Projektów Unijnych” w Agencji Rozwoju Pomorza oraz Szkoły Zarządzania Sprzedażą – specjalność Zarządzanie Działem Sprzedaży i Trener Sprzedaży. Posiada wieloletnie doświadczenie zawodowe na stanowisku regionalnego kierownika sprzedaży, trenera sprzedaży w firmie farmaceutycznej oraz kierownika hurtowni farmaceutycznej. Obecnie jest doradcą, trenerem i konsultantem.
Członek Rady Działalności Pożytku Publicznego kolejnych kadencji (od 2009), były członek Zespołu ds. Rozwiązań Finansowych i Prawnych dla Działalności Społecznej i Obywatelskiej przy Prezydencie RP. Zajmuje się problematyką rozwoju III sektora w Polsce, projektami w zakresie edukacji poza formalnej dzieci i młodzieży oraz osób dorosłych, budową współpracy organizacji pozarządowych z administracją publiczną i światem biznesu.
W 2010 hm. Małgorzata Sinica wygrała konkurs zorganizowany przez redakcję miesięcznika „Dyrektor Szkoły” i została wyróżniona tytułem „Osobowość Polskiej Edukacji”.

## Działalność harcerska
Od 1987 instruktorka Związku Harcerstwa Polskiego. Komendantka Hufca ZHP Gdańsk-Śródmieście, członek komendy Chorągwi Gdańskiej ZHP, współtwórczyni i instruktorka komendy Szkoły Instruktorskiej Chorągwi Gdańskiej ZHP „Macierzysta Akademia Kształcenia”.
W latach 1997–2005 członkini Rady Naczelnej ZHP. Jako członkini komisji programowo–metodycznej Rady Naczelnej ZHP współtworzyła między innymi nowy system metodyczny ZHP oraz system stopni instruktorskich. Uczestniczyła w pracach zespołu opracowującego „Strategię rozwoju ZHP do 2009 r.”.
9 września 2007 wybrana została przez XXXV Zjazd Nadzwyczajny ZHP na funkcję Naczelnika ZHP. Ponownie wybrana na tę funkcję przez XXXVI Zjazd ZHP w dniu 5 grudnia 2009 oraz przez XXXVIII Zjazd ZHP w dniu 6 grudnia 2013. Funkcję tę pełniła do 8 grudnia 2017. Na XL Zjeździe ZHP bez powodzenia kandydowała na funkcję Przewodniczącej ZHP.

## Odznaczenia
- Krzyż Oficerski Orderu Odrodzenia Polski (2015)[1]
- Złoty Krzyż „Za Zasługi dla ZHP” (2013)
- Brązowy Medal „Zasłużony Kulturze Gloria Artis” (2017)
- Medal Honoru (2011, za „Apteczkę dla Gruzji” – harcerską akcję pomocy Gruzinom w czasie wojny w 2008 r.; odznaczona dekretem prezydenta Gruzji)